# Mikołaj Beljung
Mikołaj Beljung, właśc. Miklós Beljung (ur. 5 marca 1914 w Lugoj, zm. 16 maja 1974 w Katowicach) – polski szpieg AK pochodzenia francusko-węgierskiego, piłkarz i instruktor, pierwszy dyrektor Stadionu Śląskiego.
Ojciec Mikołaja był z pochodzenia Francuzem, matka – siedmiogrodzką Niemką. On sam formalnie był siedmiogrodzkim Węgrem i posiadał obywatelstwo węgierskie. Sam również uważał się za Węgra. W młodości był piłkarzem rumuńskich klubów, później wyjechał do Francji, gdzie wdał się w bójkę i groziło mu więzienie. By go uniknąć, wstąpił do Legii Cudzoziemskiej, skąd wkrótce zdezerterował. Ujęty, siedział w więzieniach we Francji i Hiszpanii. Po ucieczce ukrywał się w Niemczech, gdzie związał się z ruchem antyfaszystowskim. Aresztowany przez Niemców, siedział w więzieniach w Saarbrücken, a następnie w Pradze na Pankracu. Po wybuchu wojny dostał nakaz pracy w biurze przesiedleńczym w Katowicach, w Polsce znalazł się w 1940.
Do Armii Krajowej wstąpił w 1941 na Górnym Śląsku za sprawą Elżbiety Orlińskiej, wówczas łączniczki polskiego ruchu oporu, którą poznał w Katowicach. Cechowała go nieprzeciętna inteligencja i zimna krew, jak również talent aktorski. W konspiracji odgrywał role dwóch niemieckich osobistości: SS-Obersturmführera Karla Heimbacha i Petera Androna, wiedeńskiego przemysłowca. Czasem Andron zlecał operacje dewizowe Heimbachowi lub odwrotnie. Zdobyte pieniądze trafiały do kasy śląskiego ruchu oporu. Z Heimbachem spotykali się esesmani, z Andronem różni wysoko postawieni Niemcy. Ginęły im dokumenty, pisma i broń, nigdy jednak nie podejrzewali o to Heimbacha ani Androna.
Niemcy nigdy nie powiązali osoby Beljunga z obydwoma postaciami. Podejrzewany jednak coraz bardziej o powiązania z polskim ruchem oporu musiał w końcu uciekać z Katowic. Ukrywał się w Wiedniu, gdzie o mało co nie został zdekonspirowany przez słynną agentkę gestapo Helenę Matejankę ps. „Krwawa Julka”. Powrócił na Śląsk i do końca wojny ukrywał się w Rudzie Śląskiej.
Po wojnie, jak wielu członków AK, przesiedział kilka lat w więzieniu. Po wyjściu ożenił się z Elżbietą Orlińską. Został trenerem sportowym, a następnie pierwszym dyrektorem Stadionu Śląskiego. Był założycielem, znanej później przez kilka dziesięcioleci, katowickiej restauracji „Hungaria”.